# 1607

## Събития
- 24 февруари – За първи път е поставена операта „Орфей“ на Клаудио Монтеверди по либрето на Алесандро Стриджо
- 5 юни – Най-възрастната дъщеря на Уилям Шекспир, Сузана, се омъжва за лекаря Джон Хол.
- 27 октомври – преминаване на Халеевата комета
- Галилео Галилей конструира термоскопа, предшественик на днешния термометър.

## Родени
- 24 март – Михаил Адриансзон Рюйтер (хол. Michiel Adriaenszoon de Ruyter) – холандски адмирал († 1676 г.)
- 13 юли – Вацлав Холар, офортист от Бохемия (днешна Чехия) († 1677 г.)
- 15 ноември – Мадлен дьо Скюдери, френска писателка († 1701 г.)
- 26 ноември – Джон Харвард, американски духовник († 1638 г.)
- неизвестна дата
  - Арчибалд Кемпбъл, 1-ви маркиз Аргайл, висш шотландски държавник († 1661 г.)
  - Джон Диксуел, английски съдия, един от осъдилите краля на Англия Чарлз I на смърт († 1689 г.)
  - Франсиско де Рохас Зориля, испански драматург († 1660 г.)

## Починали
- 11 март – Джовани Мария Нанино, италиански композитор, представител на късния Ренесанс (р. 1543 г.)
- 2 юни – Юки Хидеясу, японски феодален владетел (р. 1574 г.)
- 7 юни – Йоханес (среща се и като Йоан, Жан) Мателарт, фламандски композитор, представител на късния Ренесанс (р. 1538 г.)
- 19 юни – Патриарх Йов – 1-ви патриарх на Москва и цяла Русия (1589—1605)
- 28 юни – Доменико Фонтана, италиански архитект, роден в Швейцария, представител на късния Ренесанс (р. 1543 г.)
- 30 юни – Цезар Барониус (известен още като Чезаре Баронио), италиански кардинал и историк (р. 1538 г.)
- 22 август – Бартоломю Госнолд, английски изследовател и капер (р. 1572 г.)
- 22 септември – Алесандро Алори, италиански художник, роден във Флоренция, представител на късния маниеризъм (р. 1535 г.)